# Greg Gutfeld

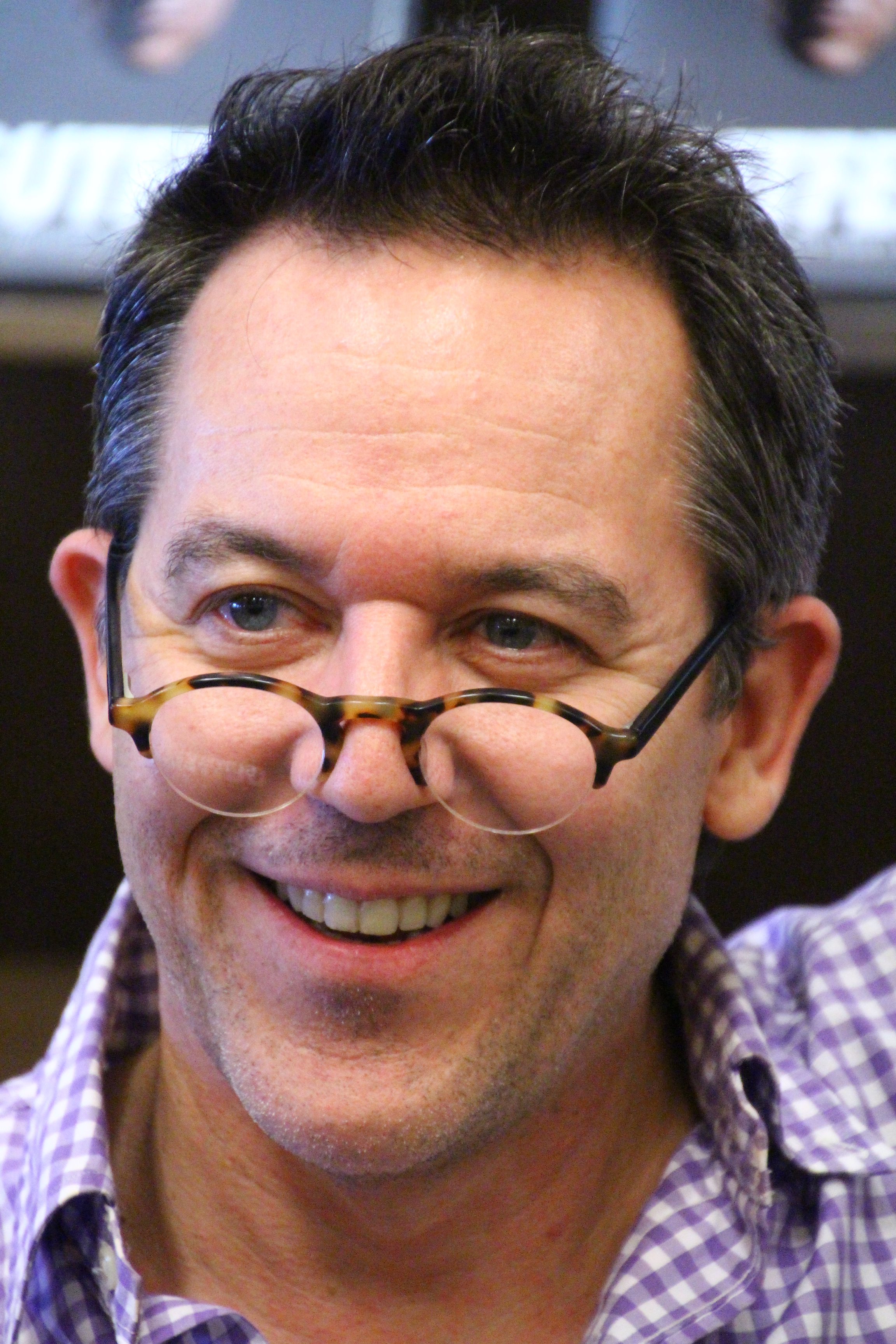
Greg Gutfeld (2014)

Greg Gutfeld (* 12. September 1964) ist ein US-amerikanischer Journalist, Fernsehmoderator und Satiriker.

## Leben und Wirken
Gutfeld wuchs in San Mateo, Kalifornien, auf. Nach dem Besuch der Junípero Serra High School studierte er an der University of California, Berkeley, die er 1987 mit einem Abschluss in Englisch verließ. Anschließend absolvierte er ein Praktikum bei der Zeitschrift The American Spectator. Seine erste reguläre Anstellung erhielt er als Redakteur für die Zeitschrift Prevention.
1995 trat Gutfeld in die Redaktion der Zeitschrift Men’s Health ein, deren Chefredakteur er 1999 wurde, bis er 2000 von David Zinczenko abgelöst wurde. Im selben Jahr erhielt er den Posten des Chefredakteurs der Zeitschrift Stuff, deren Auflage unter seiner Ägide von 750.000 auf 1,2 Millionen stieg. Von 2004 bis 2006 fungierte Gutfeld schließlich als Chefredakteur der Zeitschrift Maxim in Großbritannien.
2007 wurde Gutfeld vom Nachrichtensender Fox News eingestellt, für den er von Februar 2007 bis Februar 2015 das nächtliche Unterhaltungsformat Red Eye w/Greg Gutfeld präsentierte. Die Sendung, die werktäglich von 3 bis 4 Uhr nachts Ostküstenzeit ausgestrahlt wurde, bot eine Mischung aus humoristischen Monologen des Gastgebers zu aktuellen Ereignissen sowie zwanglosen Gesprächen zum Tagesgeschehen mit einer Gruppe wechselnder Gäste, wobei die Themenfelder Politik, Gesellschaft und Unterhaltungsindustrie dominieren.
Im Mai 2015 begann Gutfeld mit der Moderation einer neuen wöchentlichen Late-Night-Talkshow auf Fox News mit dem Titel The Greg Gutfeld Show, die jeweils samstags ausgestrahlt wurde. Im Februar 2021 wurde bekannt gegeben, dass die Show ab dem zweiten Quartal auf Wochenabende verschoben werde. Ab April 2021 lief diese Sendung unter der Woche unter dem neuen Titel Gutfeld!.  Im August 2021 überholte Gutfeld! die The Late Show with Stephen Colbert in den nächtlichen Einschaltquoten und wurde zur bestbewerteten Late-Night-Talkshow in den Vereinigten Staaten.
Seit Juli 2011 ist Gutfeld außerdem einer der ständigen Co-Moderatoren der politischen Diskussionsrunde The Five, die Fox News täglich um 17 Uhr Ostküstenzeit ausstrahlt. Diese Sendung, die anstelle der kontroversen Fernseh-Show des Radiotalkers Glenn Beck ins Programm genommen wurde, ist als Panel aufgebaut, in dem fünf Co-Moderatoren mit unterschiedlichen politischen Standpunkten in einer Tischrunde aktuelle Ereignisse aus den Bereichen Politik und Gesellschaft erörtern.
Gutfeld, der sich selbst als libertär kennzeichnet, ist verheiratet und lebt in New York City.

## Schriften
- The Scorecard: The Official Point System for Keeping Score in the Relationship Game. Henry Holt and Company, 1997, ISBN 0-8050-5450-2 (englisch, 182 S.).
- The Scorecard at Work: The Official Point System for Keeping Score on the Job. Henry Holt and Company, 1999, ISBN 0-8050-5865-6 (englisch, 160 S.).
- Lessons from the Land of Pork Scratchings. Simon and Schuster, 2008, ISBN 978-1-84737-066-2 (englisch, 224 S.).
- The Bible of Unspeakable Truths. Grand Central Publishing, 2010, ISBN 978-0-446-55230-1 (englisch, 304 S.).
- The Joy of Hate: How to Triumph over Whiners in the Age of Phony Outrage. Crown Forum, 2010, ISBN 978-0-307-98696-2 (englisch, 256 S.).
- Not Cool: The Hipster Elite and Their War on You. Crown Forum, 2010, ISBN 978-0-8041-3853-6 (englisch, 272 S.).
- How To Be Right: The Art of Being Persuasively Correct. Crown Forum, 2015, ISBN 978-1-101-90362-9 (englisch).
- The Gutfeld Monologues: Classic Rants from the Five. Threshold Editions, 2018, ISBN 978-1-5011-9072-8 (englisch).